# 서약 (2012년 영화)
《서약》(영어: The Vow)은 2012년 개봉한 미국의 로맨틱 드라마 영화이다.

## 줄거리
남편 리오와 행복한 신혼 생활을 보내던 페이지는 갑작스런 교통 사고로 혼수 상태에 빠진다. 의식을 되찾은 페이지는 심각한 기억 상실로 리오를 전혀 기억하지 못하며, 감정은 전 약혼자 제러미를 사랑하던 시절에 머물러있다. 리오는 다시 페이지의 마음을 얻어 한 번 더 함께 결혼 서약을 맹세하기로 마음을 먹는다.

## 출연
- 레이철 매캐덤스 - 페이지 콜린스 역
- 채닝 테이텀 - 리오 콜린스 역
- 샘 닐 - 빌 손턴 역
- 제시카 랭 - 리타 손턴 역
- 제시카 맥너미 - 궨 손턴 역
- 웬디 크루슨 - 피시먼 의사 역
- 타티아나 마슬라니 - 릴리 역
- 루커스 브라이언트 - 카일 역
- 스콧 스피드먼 - 제러미 역
- 딜런 케이시 - 라이언 역
- 브릿 어빈 - 리나 역
- 세라 카터 - 다이앤 역
- 레이철 스카스턴 - 로즈 역